# Marko Čar
Marko Čar, slovenski alpinist, * 23. november 1969, Kranj, † 11. januar 2000.
Z alpinizmom se je začel ukvarjati 1987, resneje dve leti kasneje. Bil je uspešen ledni plezalec, opravil pa je tudi zahtevne zimske in solo ponovitve v slovenskih gorah. 1989 se je začel ukvarjati z deskanjem, predeskal je številne domače stene, predvsem na območju Trente in v tujini. S Simonom Čopijem je bil razglašen za najuspešnejšega slovenskega alpinistična smučarja 1993, skupaj z Janezom Jegličem in Marijo Štremfelj za alpinista leta 1995 in 1998 spet za najuspešnejšega alpinističnega smučarja. Umrl je med helikopterskim prevozom v ljubljanski klinični center po nesreči v zaledenelem slapu Aquamarin v Logarski dolini.

## Odprave
- 1994: Sikkim, indijska Himalaja
- 1995: Gašerbrum (z Iztokom Tomazinom)
- 1996: Denali (Mt. McKinley), Aljaska (z Iztokom Tomazinom in Uršo Poljanšek)
- 1999: Gjačung Kang 1. nov., 7952 m (skupaj z Andrejem Štremfljem in Maticem Joštom)

## Vzponi

### Zimski
- 31. dec. 1989 Triglav, Helba (VI+, A1), 1. ponovitev  (z Urošem Ruparjem)
- 7. jan. 1990 Triglav, Spominska Boruta Berganta (VII-, A0, 5 ur), 2. ponovitev (z Urošem Ruparjem)
- 13. febr. 1993 Vršac, Puntarska (VI+, A2/V+, 800 m, 12 ur), 2. ponovitev

#### Slapovi
- 8. febr. 1994 Kočna, desni krak Čedce (VI/VI+), prvenstvena
- 20. febr. 1994 Koritnica, Zeleni slapovi (V-VI)
- 24. febr. 1996 Baška grapa, Kacenpoh in Slap za Slavca (VI, s Petrom Mežnarjem)
- 1. marec 1996 Pod Bavhom, desni Čljovc (VI); SZS (VI+), obe prvenstveni, 7 ur
- 8. aprila 1996 Loška stena, Kandela v Skočnikih (VI/VI+), prvenstvena; Zelenček (V, prvenstvena), vse v enem dnevu
- 14. marca 1998 Kanjavec: slap v Kanjavcu z Uporniško smerjo (1. solo ponovitev)

### V skali
- Vršac, Smer mladosti (VII), prosta ponovitev, 10 ur
- Vršac, Puntarska smer (VII-), prosta ponovitev
- Triglav, Kunaver-Drašaler (VII+/VII), prosta ponovitev, na pogled
- Vršac, Tako je govoril Zaratustra (VII-, 750 m), 8 ur, druga ponovitev, prosta ponovitev
- Trentarski ozebnik, Stopnice v nebo (VII, A0), prva ponovitev
- Rušica, Smer za prijatelje (VIII-/VI, 120 m) in Alibaba (VII+/VIII-, VII, 120 m), prosta ponovitev, na pogled
- Mali Koritniški Mangart, Diretissima (VII/V+, 800 m), prosta ponovitev, na pogled
- Trentarski Ozebnik, Kopiščarjeva (VIII-/VII), prvenstvena
- Planja, Črni baron (VII+/A0), prva solo ponovitev
- Rušica, Z ognjem in mečem (VIII-/VII+), druga prosta ponovitev

## Spusti z desko
- 20. jan. 1991 Krn – Korito v SV steni (S VI/V)
- 4. aprila 1992 Bavški Grintovec – prvenstveni spust po grapi med Velikim in Malim Bavškim Grintovcem (VI-, 400 m)
- 8. aprila 1993 Kanjavec – prva ponovitev Aerotice (VI-, S6+, 500 m)
- 9. aprila 1993 Lepo Špičje – prvi spust po Tumovi smeri (V); ponovitev 1998
- 4. jun. 1993 Aiguille Verte – Coutourierov ozebnik (VI, 1200 m)
- 5. jun. 1993 Les Courtes – SV ozebnik (V, 800 m)
- 8. jun. 1993  Mt. Blanc du Tacul – ozebnik Gervasutti (VI-, 700 m)
- april 1994 Travnik – Berginčevi turni v S pobočju (VI, 400 m)
- Bavški Grintovec – 5 prvenstvenih spustov v dveh dneh, mdr. SV steber (VI-, 500 m)
- 28. maja 1994 Siniolču v indijski Himalaji – prvenstveni spust z vzhodnega sedla (VI-, 600 m)
- 29. aprila 1995 Sonnblick – Ples v  megli (VI-, 700 m)
- 5. julija 1995 Gašerbrum I – spust z vrha (8.068 m) v Japonski ozebnik (VI, 2770 m)
- 6. in 14. junij 1996 Denali (6194 m) – prvenstveni spust Orient Express Wickwire (VI-, 1700 m) in spust z vrha skozi R ozebnik (V-, 1990 m)